# Stazione di Champagne-Ardenne TGV
Champagne-Ardenne TGV è una stazione ferroviaria aperta dal 10 giugno 2007 sulla linea ferroviaria ad alta velocità LGV Est européenne, in Francia. La stazione è situata nel comune di Bezannes, vicino a Reims, nella regione Champagne-Ardenne.

## Architettura
Dotata di 6 binari, questa stazione di 700 m² di cui 450 accessibili al pubblico, è situata a Bezannes, nel bel mezzo delle vigne della regione Champagne-Ardenne. L'edificio destinato ai viaggiatori, costruito principalmente a base di acciaio e vetro, è lungo 50 m e largo 14.
L'utilizzo delle pierre de Courville (la stessa che fu utilizzata per la costruzione della cattedrale di Reims) da parte dell'architetto Pierre-Michel Desgrange è stata prevista per meglio integrare l'edificio nel contesto paesaggistico. La stazione, nel suo complesso, è costata 10 milioni di euro.

## Collegamenti previsti
Ogni giorno, 27 TGV verso ovest e altrettanti verso est fanno sosta a Champagne-Ardenne TGV.. La stazione è direttamente collegata con: 
- Gare de Paris Est (2 AR in 40 min)
- Aéroport Charles de Gaulle 2 - TGV (3 AR in 30 min)
- Marne-la-Vallée - Chessy (6 AR in 30 min)
- Massy TGV (6 AR in 1h00)
- Lilla (3 AR in 1h25)
- Rennes (1 AR in 3h15)
- Nantes (2 AR in 3h15)
- Bordeaux (3 AR in 4h25)
- Strasburgo (9 AR in 1h55)
- Lussemburgo (1 AR)
- Le Havre e Rouen (1 AR)

Da notare, tuttavia, che questa stazione non è direttamente collegata al ramo LGV Sud-Est e, quindi, a Lione e a Marsiglia.
Circa 650.000 viaggiatori all'anno sono attesi sin dall'apertura della stazione.
Un'ulteriore precisazione è utile: Champagne-Ardenne TGV, situata 5 km a sud di Reims, non è l'unica stazione dell'agglomerazione. Infatti, il TGV Est collega 8 volte al giorno (8 AR) la stazione già esistente del centro della città di Reims con la Gare de Paris Est.

## Accedere alla stazione
È facilmente accessibile grazie alle autostrade A4 e A26, e alla futura circonvallazione autostradale di Reims. Sono stati creati circa 700 posti di parcheggio, oltre a dei piazzali per taxi e autobus. Nell'ottobre 2010, la stazione sarà anche raggiungibile mediante la prima linea tranviaria di Reims, attualmente in costruzione. 
Questa stazione ha l'originalità di possedere, accanto ai binari TGV, due binari supplementari che sono utilizzati per le corrispondenze con i treni regionali TER Champagne-Ardenne verso Reims, Charleville-Mézières, Châlons-en-Champagne e Saint-Dizier. Questo raccordo è stato reso possibile grazie ad un investimento di 46,8 milioni di euro.